# No. 3 Commando
3-й загін британських командос (англ. No. 3 Commando) — підрозділ спеціального призначення британських командос, що структурно входив до складу британської армії за часів Другої світової війни. Загін призначався для здійснення спеціальних операцій, у переважній більшості для проведення рейдових дій, ведення розвідки, організації диверсій на території окупованої Німеччиною Європи.
3-й загін сформований у липні 1940 року й був першим серед подібних формувань спеціального призначення британської армії, що отримав назву «командос». Особовий склад брав участь у першій рейдовій операції на окупований німцями острів Гернсі. 1941 залучався до успішних нападів британських командос на окуповані вермахтом норвезькі Лофотенські острови та острів Вогсей у Согн-ог-Ф'юране. У серпні 1942 загін брав участь у кривавій битві за Дьєпп; у цій операції 3-й загін виконував завдання з виведення з ладу (нейтралізації) німецької берегової батареї на східному фланзі зони висадки.
З квітня 1943 року No. 3 Commando діяв на півночі Африки, потім брав участь у висадці на Сицилію та десантах на материкову Італію. Згодом повернувся до Англії, де готувався до масштабної десантної операції в Нормандії. 6 червня 1944 року, у День Д, 3-й загін висаджувався на берег у числі перших серед підрозділів 1-ї бригади командос. Виконував завдання у взаємодії з військами, що висаджувались на плацдарм «Сорд» та з 6-ю повітрянодесантною дивізією. Взимку 1944—1945 року спецпідрозділ бився в Арденнській операції, в ході в операції «Пландер» просувався вглиб Німеччини.
Війну загін завершив на Західному фронті, на початку 1946 року розформований.

## Історія

### Операція «Арчері»
27 грудня 1941 року 3-й загін британських командос проводив спеціальну операцію під кодовою назвою «Арчері», що, за підтримки кораблів британського флоту та окремих підрозділів командос з метою дезорганізації тилу німецьких військ на окупованому ними норвезькому острові Вогсей у Согн-ог-Ф'юране.
Із самого початку висадки операція пішла трохи не за планом, командуванню довелось імпровізувати по ходу розвитку ситуації. Німці швидко отямились від несподіваного «Різдвяного» нападу та вчинили опір британським і норвезьким командос. У місті зав'язалась кривава сутичка між британськими та німецькими солдатами, яка швидко перетворилась на бій за кожну вулицю та дім. Підполковник Джон Дарнфорд-Слейтер віддав наказ на висадку свого резерву — 4-ї групи та здійснив маневр силами й засобами, зосередивши в місті більше своїх військ. Близько 14:00 британці практично завершили виконання завдань — були знищені чотири фабрики, запаси риб'ячого жиру, склади боєприпасів та палива противника, а також об'єкти, що становили певну цінність для німців. Місто палало у вогні. Британські кораблі тим часом вогнем своїх гармат знищили або серйозно пошкодили 9 суден і кораблів противника. Однак у сум'ятті битви загинув командир норвезьких командос капітан Лінге Мартін.
За результатами рейду операція пройшла вдало з виконанням усіх визначених завдань: усі споруди, об'єкти, що становили цінність для оборонної промисловості Третього Рейху були знищені або виведені на тривалий час з ладу; були потоплені 9 кораблів і суден сумарним тоннажем 15 000 тонн та знищені чотири ворожих бомбардувальники «Хейнкель». У бою вбито 150 німецьких солдатів, 98 — захоплено у полон, 71 норвежець перевезені до Британії, де вони приєднались до норвезького руху опору.
Британський флот не зазнав значних втрат, тільки крейсер «Кеніа» дістав пошкоджень, загинуло 4 матроси і ще чотири — поранені. Німцями були збиті 11 літаків союзників. У боях безпосередньо в зоні висадки загинуло 17 командос, ще 53 дістали поранень.

### Рейд на Сен-Назер
У березні 1942 року загін No. 2, посилений фахівцями-підривниками із загонів No. 1, No. 3, No. 4, No. 5, No. 6, No. 9 та No. 12, очолив основну ударну групу при проведенні одної з найславетніших операцій в історії військ спеціального призначення — операції «Колісниця», або, так званий рейд на морський порт Сен-Назер.
Списаний британський есмінець «Кемпбелтаун» був начинений 4,25 тоннами вибухівки (в трюмі були зацементовані 24 глибинні бомби «Mark VII»), рухаючись поздовж атлантичного узбережжя Франції, у супроводі 18 кораблів забезпечення та підтримки, приховано підійшов до морського порту Сен-Назер і далі з розгону врізався у ворота потужного Нормандського сухого доку. У цей час, скориставшись рейвахом, що виник на місці події, командос сміливими діями вивели з ладу значну кількість об'єктів морського порту. Через 8 годин, встановлений на сповільнене підривання вибуховий пристрій, вибухнув, вщент зруйнувавши обладнання доку, вбивши 360 німецьких солдатів, й унеможливив його відновлення до кінця світової війни. У цій операції взяв участь 241 командос, 64 з них загинули в боях з противником чи зникли безвісти; ще 109 — потрапили у полон. Два командос, серед п'яти нагороджених за цей рейд, підполковник Огастес Чарльз Ньюмен та сержант Томас Дюрран, отримали вищу нагороду — Хрест Вікторії. Ще 80 командос були відзначені за сміливість та відвагу іншими нагородами.